# Área de conservación privada Tambo Ilusión
El Área de conservación privada Tambo Ilusión (o ACP Tambo Ilusión) se encuentra en la amazonía norte del Perú, ubicado específicamente en el sector Laguna en el distrito de La Banda de Shilcayo, dentro de la provincia de San Martín, en el departamento de San Martín. El área fue creada con el objetivo de «conservar y recuperar la diversidad biológica de la zona, así como impulsar actividades de ecoturismo vivencial y educación ambiental».
Fue declarada área de conservación privada en junio de 2010 a través de la R.M. n.º 075-2010-MINAM y renovada en mayo de 2021 a través de resolución R.M. n.º 082-2021-MINAM.